# Eva-Lotta Kiibus
Eva-Lotta Kiibus (Tallinn, 17 gennaio 2003) è una pattinatrice artistica su ghiaccio estone.

## Biografia
Kiibus inizia a pattinare nel 2007. Nel corso della stagione 2016-17 debutta a livello internazionale nella categoria juniores. Nel settembre 2018 comincia a partecipare alle sue prime competizioni senior. Nel febbraio 2019 prende parte al XIV Festival olimpico della gioventù europea terminando ai piedi del podio con il quarto posto. Il mese seguente disputa dapprima i Mondiali juniores a Zagabria, non riuscendo ad accedere al programma libero dopo avere concluso il corto al 26º posto, e successivamente riesce a fare meglio ai Mondiali di Saitama 2019 concludendo in 22ª posizione.
Kiibus disputa i Giochi olimpici giovanili di Losanna 2020 classificandosi quattordicesima. Agli Europei di Graz 2020 è undicesima dopo il programma corto, ma grazie al nuovo record personale di 121.54 punti totalizzati nel programma libero riesce a risalire complessivamente al settimo posto.

## Palmarès
| Risultati                                                              | Risultati      | Risultati      | Risultati      | Risultati      | Risultati      | Risultati      | Risultati      | Risultati      | Risultati      |
| Internazionali                                                         | Internazionali | Internazionali | Internazionali | Internazionali | Internazionali | Internazionali | Internazionali | Internazionali | Internazionali |
| Evento                                                                 | 2016-17        | 2017-18        | 2018-19        | 2019-20        | 2020-21        | 2021-22        | 2022-23        | 2023-24        | 2024-25        |
| ---------------------------------------------------------------------- | -------------- | -------------- | -------------- | -------------- | -------------- | -------------- | -------------- | -------------- | -------------- |
| Olimpiadi                                                              |                |                |                |                |                | 20ª            |                |                |                |
| Campionati mondiali                                                    |                |                | 22ª            | C              | 14ª            |                |                |                |                |
| Campionati europei                                                     |                |                |                | 7ª             | C              | 10ª            | 15ª            |                |                |
| GP della Finlandia                                                     |                |                |                |                |                |                | 12ª            |                |                |
| GP Trophée Eric Bompard                                                |                |                |                |                | C              |                |                |                |                |
| GP NHK Trophy                                                          |                |                |                |                |                |                | 12ª            |                |                |
| GP Rostelecom Cup                                                      |                |                |                |                | 6ª             | 11ª            |                |                |                |
| CS Budapest Trophy                                                     |                |                |                |                |                |                |                |                | 19ª            |
| CS Cup of Austria                                                      |                |                |                |                |                | 17ª            |                |                |                |
| CS Cup du Tyrol                                                        |                |                |                |                | C              |                |                |                |                |
| CS Finlandia Trophy                                                    |                |                | 14ª            | 6ª             |                | 7ª             | 12ª            |                |                |
| CS Golden Spin of Zagreb                                               |                |                |                | 11ª            |                |                | R              |                | 10ª            |
| CS Lombardia Trophy                                                    |                |                | 14ª            |                |                | 11ª            |                |                |                |
| CS Nebelhorn Trophy                                                    |                |                |                | 6ª             | 1ª             |                | 3ª             |                |                |
| CS Tallinn Trophy                                                      |                |                | 14ª            |                |                |                |                |                |                |
| CS Warsaw Cup                                                          |                |                |                |                |                |                |                |                | 9ª             |
| Bavarian Open                                                          |                |                |                |                |                |                |                | 4ª             |                |
| Budapest Trophy                                                        |                |                |                |                | 2ª             |                |                |                |                |
| Challenge Cup                                                          |                |                |                |                |                |                |                | 6ª             | 7ª             |
| Maria Olzewska Memorial                                                |                |                |                |                |                |                |                | 2ª             |                |
| Coup du Printemps                                                      |                |                |                |                |                |                |                | 1ª             | 1ª             |
| NRW Trophy                                                             |                |                |                |                |                |                |                |                | 4ª             |
| Tallink Hotels Cup                                                     |                | 1ª             | 1ª             | 2ª             | 1ª             |                |                |                |                |
| Tirnavia Ice Cup                                                       |                |                |                |                |                |                |                |                | 5ª             |
| Volvo Open Cup                                                         |                |                | 7ª             |                |                |                |                |                |                |
| Universiadi                                                            |                |                |                |                |                |                | 16ª            |                |                |
| Internazionali: categoria Junior                                       |                |                |                |                |                |                |                |                |                |
| Giochi olimpici giovanili                                              |                |                |                | 14ª            |                |                |                |                |                |
| Campionati mondiali                                                    |                |                | 26ª            |                |                |                |                |                |                |
| Festival olimpico della gioventù europea                               |                |                | 4ª             |                |                |                |                |                |                |
| JGP Italia                                                             |                |                |                | 8ª             |                |                |                |                |                |
| JGP Lituania                                                           |                |                | 13ª            |                |                |                |                |                |                |
| JGP Russia                                                             |                |                |                | 7ª             |                |                |                |                |                |
| Challenge Cup                                                          | 5ª             | 11ª            |                |                |                |                |                |                |                |
| Kaunas Autumn                                                          |                | 3ª             |                |                |                |                |                |                |                |
| Prague Ice Cup                                                         |                | 6ª             |                |                |                |                |                |                |                |
| Tallinn Trophy                                                         | 21ª            | 5ª             |                |                |                |                |                |                |                |
| Volvo Open Cup                                                         | 21ª            |                |                |                |                |                |                |                |                |
| Nazionali                                                              |                |                |                |                |                |                |                |                |                |
| Campionati estoni                                                      | 8ª             | 3ª             | 2ª             | 1ª             | 1ª             | 2ª             | R              |                | 5ª             |
| Campionati estoni juniores                                             | 6ª             | 2ª             | 1ª             |                |                |                |                |                |                |
| CS = Challenger Series; JGP = Junior Grand Prix; C = Evento cancellato |                |                |                |                |                |                |                |                |                |